# David Cunha
David Cunha Alves de Araújo, mais conhecido como Espanta (Natal, 18 de novembro de 1957 — Assú, 24 de novembro de 2006), foi um humorista brasileiro. Foi eleito pela Globosat um dos dois melhores humoristas do Brasil, em 1997, em um concurso com revelações do humor. Vencedor do Segundo Festival de Piadas do Show do Tom, também foi eleito o melhor humorista do Rio Grande do Norte, pela imprensa potiguar. Participou da Escolinha do Professor Raimundo e foi o maior vencedor da Batalha dos Humoristas, quadro do Show do Tom, pois sempre que participou foi o maior pontuador.

## Personagens
No primeiro ano de carreira, em 1991, estreou na televisão com o programa Bastinha Proceis, no Rio Grande do Norte, ficando ao ar por 1 ano e 7 meses. Espanta era apontado por muitos humoristas como o melhor intérprete de piadas do Brasil. Dentre esses humoristas, Marilac Futrica (Renê Duarte), Biba (Amadeu Maia) e Aurineide Camurupim (campeã de uma das edições do Festival de Piadas do Show do Tom). Todos esses, cearenses. Espanta era potiguar (RN). Seu personagem mais famoso foi o Pudim de Cana.

## Morte
Cunha morreu no auge de sua carreira profissional, dois dias após suas últimas gravações no Show do Tom, da Rede Record, onde assinou contrato e seria personagem definitivo do programa. Foi vítima de um acidente de carro, por volta das 17:00, a 40 quilômetros de Mossoró. Faria um show em Mossoró, à noite.